# ليستير مارشال
ليستير مارشال (بالإنجليزية: Lester Marshall)‏ (4 فبراير 1902 في المملكة المتحدة - 22 أكتوبر 1956 بسكاربورو في المملكة المتحدة) هو لاعب كرة قدم بريطاني (وحمل سابقاً جنسية المملكة المتحدة لبريطانيا العظمى وأيرلندا) في مركز الدفاع. لعب مع نادي يورك سيتي ونادي سكاربورو ولينكولن سيتي أف سي وRowntrees F.C. ‏ وسيلبي تاون ‏.